# ヴロニプラーク・ウィキ
ヴロニプラーク・ウィキ（VroniPlag Wiki）は、ドイツ国内の大学に提出した博士論文及び教授資格論文（de:Habilitationsschriften）の盗用を告発しているドイツのウェブサイトである。出版後査読（post-publication peer-review）の1つである。

## 活動
ドイツ国内の大学に提出した博士論文及び教授資格論文（de:Habilitationsschriften）の盗用を告発している。告発された人は189人である（2017年9月27日現在）
カール・テオドール・ツー・グッテンベルク国防相とアンネッテ・シャーヴァン教育・研究相は別サイトで告発されたが、次の人たちはブロニプラーク・ウィキで告発された。
- シルヴァーナ・コッホ＝メーリン（de:Silvana Koch-Mehrin）欧州議会議員
- ヨルゴ・チャツィマルカキス（de:Georgios Chatzimarkakis）欧州議会議員
- マルガリータ・マチオポロス（Margarita Mathiopoulos）